# Ebraismo in Africa
Le prime testimonianze della presenza dell'ebraismo in Africa sono contenute nei papiri di Elefantina risalenti al V secolo a.C. Già dal tempo della nascita di Gesù viveva in Nordafrica una numerosa comunità a seguito della diaspora, il cui centro principale era Alessandria d'Egitto. Successivamente il giudaismo penetrò anche nell'interno, soprattutto nelle oasi del Sahara e nel Sudan.
Fin dall'antichità, comunque, molti Berberi del Nordafrica professavano la religione ebraica.
L'esempio più noto di ebrei africani è quello dei Falasha dell'Etiopia, che etnicamente appartengono agli Agau. Il loro giudaismo è di tipo particolare, poiché essi riconoscono come dottrina e come culto soltanto il Pentateuco, ignorando inoltre l'ebraico ed utilizzando invece il ge'ez (etiopico arcaico) come lingua di culto. È improbabile il rapporto tra i Falasha e le antiche comunità ebraiche egiziane, mentre è consistente il loro legame con le comunità dell'Arabia meridionale prima dell'avvento dell'Islam.
Durante il periodo del colonialismo, ebrei europei ed americani si stabilirono prevalentemente nelle grandi città africane, soprattutto in Sudafrica, mantenendo credenze religiose dei paesi di provenienza.
Quando l'ebraismo conservò le sue caratteristiche intatte, tra cui il rigoroso monoteismo, solo con difficoltà superò le disparità con le religioni di tipo naturistico, rimanendo comunque estranea anche alle altre religioni monoteistiche. Ciò, associato ad un complesso di segni distintivi, causò anche in Africa persecuzioni fino a tempi recenti.